# Diodă cu contact punctiform
Datorită faptului că dioda cu joncțiuni prezintă o capacitate echivalentă de minimum câțiva pF, ea nu poate fi folosită la frecvențe foarte înalte unde și capacități de acest ordin de mărime au efecte lăturalnice (secundare) considerabile. Pentru acest domeniu de frecvențe se folosesc diode de o altă construcție tehnologică, numite diode cu contact punctiform.

## Structură

Structura unei diode cu contact punctiform: 1- capsulă de sticlă; 2-electrozi metalici; 3-semiconductor de tip n; 4-conductor subţire de wolfram

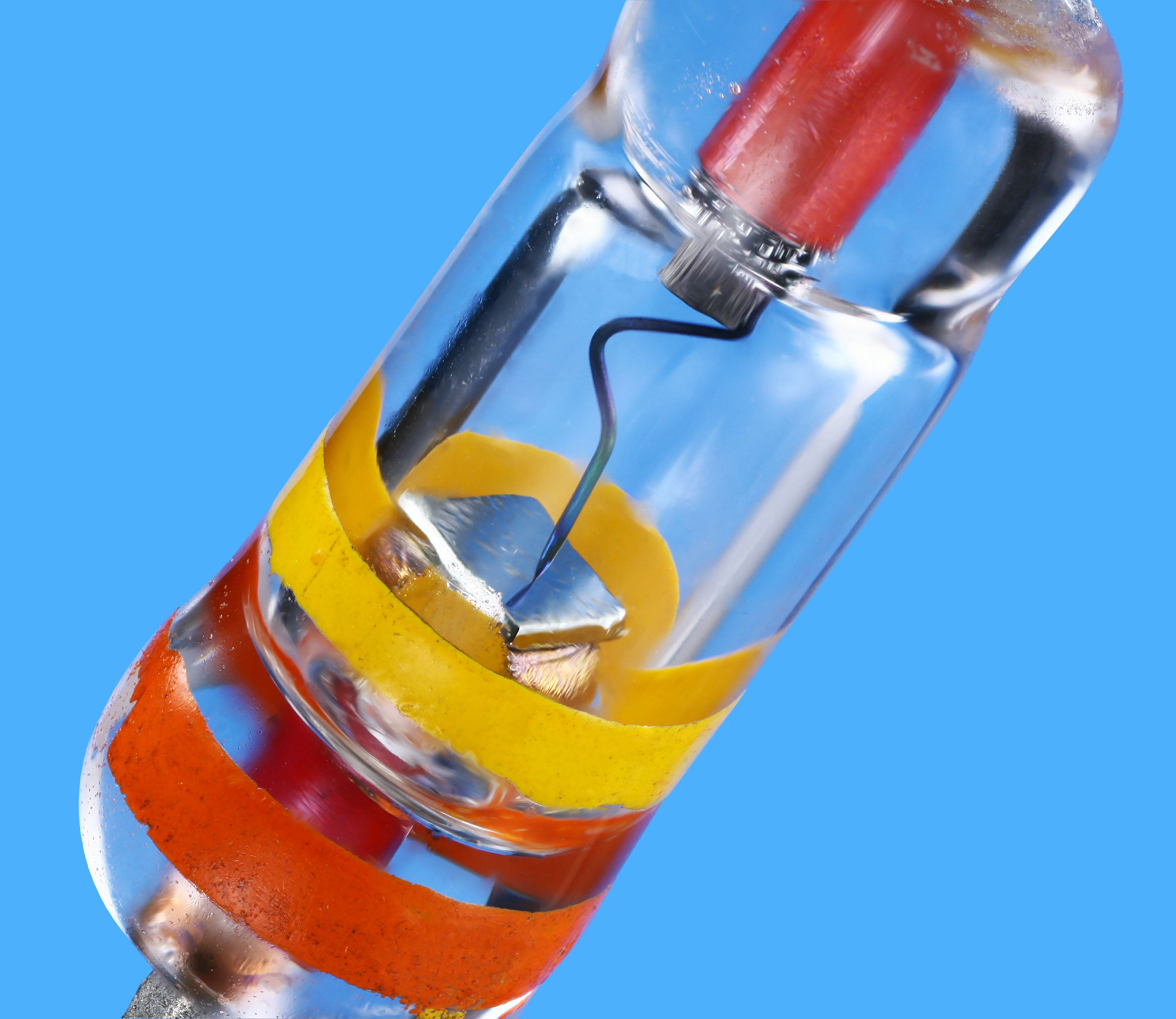
Fotografia unei diode cu contact punctiform tip EFD 108 produsă la I.P.R.S. Baneasa, Romania

Structura unei astfel de diode constă din o capsulă de sticlă străbătută de doi electrozi metalici. La extremitatea unuia dintre aceștia se fixează un monocristal de germaniu, de dimensiuni mici, dopat n. După asamblarea mecanică, prin trecerea unui impuls de curent scurt, dar puternic, se formează în zona contactului dintre firul ascuțit de wolfram și cristalul semiconductor, către interiorul semiconductorului, o regiune de tip p. Se constituie astfel o joncțiune pn cu suprafață foarte mică, de ordinul 10-4 mm², având de asemenea o capacitate foarte mică (sub un pF). Din această structură de mică capacitate decurg două consecințe: 
- dioda poate funcționa foarte bine și la frecvențe foarte înalte (Xc >> Ri);
- curentul maxim admisibil este mic (mA);

Caracteristica statică a acestor diode este asemănătoare cu cea a diodelor cu joncțiune plană, cu deosebirea că în regiunea polarizării inverse curentul nu prezintă un palier, ci crește continuu cu tensiunea de polarizare inversă.

## Utilizări
Diodele cu contact punctiform sunt utilizate în domeniul frecvențelor înalte și ultraînalte, ca detectoare și schimbătoare de frecvență, putând fi folosite și în regim de impulsuri, ca diode de comutație.